# But Not for Me (lied)
But Not for Me is een lied van George Gershwin op teksten van Ira Gershwin. Het nummer is geschreven voor de musical Girl Crazy uit 1930. De wereldpremière was op 29 september 1930 in Philadelphia en de Broadway-première op 14 oktober in het Alvin Theater. Het lied is door de jaren heen een jazzstandard geworden en door veel jazzmusici opgenomen.

## Bijzonderheden
De eerste zangeres die het lied zong in Girl Crazy was Ginger Rogers. De bekendste uitvoering is van Miles Davis, Chet Baker en Ella Fitzgerald die daar een Grammy Award voor hebben ontvangen.

## Vorm en tempo
Het lied bestaat uit 32 maten en heeft de vorm A – A. Het tempo is matig snel met als extra omschrijving “Pessimistically and rather slowly”.

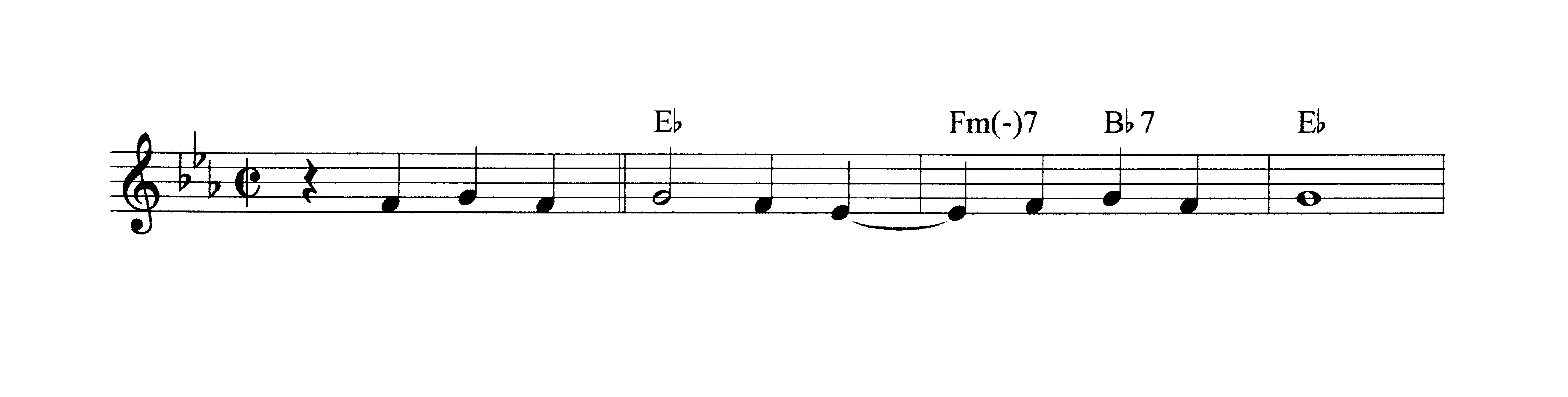
Maten van de muziek

## Vertolkers
- Monty Alexander
- Chet Baker
- Miles Davis
- Ella Fitzgerald
- Ruby Braff
- Pete Brown
- Rosemary Clooney
- Scott Hamilton
- Warren Vaché
- John Coltrane
- Bert Dahlander
- Eddie Lockjaw Davis
- Sonny Rollins
- Horace Silver
- Kenny Clarke
- Buddy DeFranco
- Roy Eldridge
- Bud Freeman
- Red Garland
- Erroll Garner
- Stéphane Grappelli
- Urbie Green
- Corky Hale
- Johnny Hodges
- Billie Holiday
- Ahmad Jamal
- Harry James
- Hank Jones
- Thad Jones
- Diana Krall
- Elliot Lawrence
- Ramsey Lewis
- Les McCann
- Dave McKenna
- Modern Jazz Quartet
- Anita O'Day
- Overtone
- Joe Pass
- Oscar Peterson
- Pee Wee Russell
- Jimmy Smith
- Frank Socolow
- Bobby Watson
- Gerald Wilson
- Teddy Wilson
- Xanadu All Stars
- Kenny Burrell
- Elvis Costello